# Козляк
Козляк (Boletus bovinus L. ex Fr. Ixocomus bovinus (L. ex Fr.) Quél., Suillus bovinus (L. ex Fr.) Kuntze) — базидіомікотовий гриб родини маслюкові (Suillaceae).

## Опис
Шапка 3-8 (10-12) см у діаметрі, брудно-рожевуватокоричнювата, червонувато- або жовтувата-коричнювата, здебільшого нерівно забарвлена, до краю світліша, гола, клейкувата, при підсиханні блискуча. Шкірка знімається. Пори великі, кутасті, з нерівними краями, сірувато-жовті, згодом зеленувато-жовті, пізніше оливкувато-коричневі. Спори жовтуваті, 6-10 × 3-4 мкм. Ніжка 4-8 × 1-2 см, часто зігнута, щільна, кольору шапки або світліша, донизу здебільшого червонувато. М'якуш щільний, жовтувата-червонувато-коричнюватий, при розрізуванні на повітрі не змінюється, без особливого запаху.

## Поширення
Зустрічається по всій Україні у соснових лісах, на піщаному ґрунті; у серпні — жовтні.

## Практичне використання
Їстівний гриб низької якості. Використовують свіжим.